# Морани
Морани или Моране (на македонска литературна норма: Морани; на албански: Morani) е село в община Студеничани на Северна Македония.

## География
Селото е разположено в Скопското поле, в областта Торбешия.

## История
В XIX век Морани е село в Скопска каза на Османската империя. Според статистиката на Васил Кънчов от 1900 година Морани е населявано от 30 жители българи християни и 550 арнаути мохамедани.
В началото на XX век цялото християнско население на селото е под върховенството на Българската екзархия. По данни на секретаря на екзархията Димитър Мишев в 1905 година в Морани има 16 българи екзархисти.
След Междусъюзническата война в 1913 година селото попада в Сърбия.
На етническата си карта от 1927 година Леонард Шулце Йена показва Морани (Morani) като албанско село.
Според преброяването от 2002 година селото има 1715 жители.
| Националност | Всичко |
| македонци    | 58     |
| албанци      | 1528   |
| турци        | 40     |
| роми         | 71     |
| власи        | 0      |
| сърби        | 9      |
| бошняци      | 0      |
| други        | 9      |

## Личности
Родени в Морани
- Азем Морани (1923 – 1947), албански учител и революционер